# アエロメヒコ航空498便空中衝突事故
アエロメヒコ航空498便空中衝突事故（アエロメヒコこうくう498びんくうちゅうしょうとつじこ）は、1986年8月31日にロサンゼルス郊外のセリトス上空で発生した空中衝突である。
アエロメヒコ航空498便（マクドネル・ダグラス DC-9）がロサンゼルス国際空港へ進入中にプライベート機のパイパー PA-28-181 アーチャー（機体記号：N4891F）と衝突・分解し、両機に搭乗していた67人全員と地上の15人が死亡し、さらに地上の8人が軽傷を負った。

## 機体
アエロメヒコ航空498便はダグラス DC-9-32（機体記号：XA-JED、以前はデルタ航空でN1272として登録）で運航されており、グアダラハラ、ロレート、ティフアナを経由しメキシコのメキシコシティからロサンゼルス国際空港（LAX）へ向かっていた。N4891Fは自家用のパイパー PA-28-181 アーチャーであり、カリフォルニア州トーランスからビッグベアレイクへ向かっていた。
498便のコックピットクルーは、46歳男性機長と26歳男性副操縦士であった。

## 衝突と墜落
パイロット（53歳、所有者）と乗客2人が搭乗したパイパー機 (N4891F) はカリフォルニア州トーランスを11時40分頃（PDT、太平洋夏時間）に出発した。パイパー機のパイロットは231時間の飛行経験を持っていた。11時46分頃、乗客58人と乗員6人が搭乗した498便はロサンゼルスへ向けて初期の降下を開始した。同便の機長は10,641時間、うちDC-9では4,632時間の飛行経験を持っていた。副操縦士は1,463時間、うちDC-9では1,245時間の飛行経験を持っていた。
午前11時52分頃、パイパー機のエンジンがDC-9の左側の水平尾翼と衝突し、パイパー機のコックピットの天井が削ぎ取られパイロットと乗客2人が首を切断された。大破したパイパー機は無人であったセリトス小学校の運動場（座標：33°51'55.76"N 118° 2'23.97"W）に墜落した。
一方、垂直尾翼の大半と水平尾翼全てがもぎ取られたDC-9は上下逆となってすぐに急降下し、セリトスのHolmes AvenueとReva Circleの交差点にあった住宅街に激突、現在の17914 Holmes Avenueにあった1軒の家に突っ込み衝撃で爆発した。爆発により、DC-9の残骸がHolmes Avenueの向かい側やCarmenita Roadの路上に散乱し、4軒の家が全壊、7軒の家が損害を受けるなどした。これにより、DC-9側に搭乗していた乗客乗員64人全員と地上の15人が死亡した。墜落による火災発生が被害を大きくした。
498便を担当した管制官は、同機がレーダースクリーンから消失するのを見て、到着機であるアメリカン航空のMD-83を支援のために呼び出した。通過中の同機のパイロットは左側に498便が墜落したことを示す大きな煙流 (smoke plume) を見たと返答した。

### DC-9の犠牲者の内訳
| 国籍           | 乗客数 | 乗員数 | 合計 |
| -------------- | ------ | ------ | ---- |
| コロンビア     | 1      | 0      | 1    |
| エルサルバドル | 1      | 0      | 1    |
| メキシコ       | 20     | 6      | 26   |
| アメリカ合衆国 | 36     | 0      | 36   |
| 合計           | 58     | 6      | 64   |

乗客のうち36人がアメリカ国民であった。メキシコ国民のうち、11人がアメリカに住んでおり9人はメキシコに住んでいた。エルサルバドル国民はニューヨーク州アイスリップ町のベイショア地区に住んでいた。全乗客のうち10人が子供と判明した。
ティフアナ-ロサンゼルス間の便に搭乗していた乗客のうち、
- 2人がメキシコシティで搭乗
- 6人がグアダラハラで搭乗
- 31人がロレート空港で搭乗
- 19人がティフアナで搭乗

## 調査とその後
国家運輸安全委員会の調査により、パイパー機は航空管制の許可を得ずにロサンゼルス・ターミナルコントロールエリア (TCA) に入っていたことが判明した。このTCAは南は33.714N 118.007Wへ到達する高度6,000フィートから7,000フィートにかけての三角形状の空域となっており、計画されたパイパー機の飛行経路を横切っていた。この空域の下を通る限りは違法ではないが、バイパー機は許可を得ずに上昇してTCAに進入した。この時、別の1機が許可を得ずに飛行場の真北のTCAに進入しており、管制官はこちらにも気を取られていた。
パイパー機には高度を表示したであろうモードCトランスポンダが搭載されておらず（当時義務付けられていなかった）、LAXには自動警報装置が装備されていなかった。結局、互いに視界に入っていたにもかかわらず、どちらのパイロットもいかなる回避行動も取らなかったことから、彼らは他方の航空機を発見しなかったとみられる。死体解剖によりパイパー機のパイロットの心臓にあった重要な動脈閉塞が明らかとなり、パイパー機のパイロットが心臓発作に見舞われて操縦不能となりこれが衝突の原因となったと憶測をよんだが、さらなる法医学的証拠はこれに疑問を示し、パイパー機のパイロット側の過失が衝突の主な要因となったと決定された。
この事故やターミナル・コントロール・エリア内で発生したその他のニアミス (near mid-air collisions, NMAC) の結果として、連邦航空局 (FAA) はアメリカの空域を飛行する全てのジェット機に空中衝突防止装置 (TCAS) を搭載すること、および混雑した空域を飛行する軽飛行機に高度を報告できる「モードC」トランスポンダを搭載することを義務付けた。
陪審はアエロメヒコ航空機に過失は無く、パイパー機のパイロットとFAA双方に等しく過失があり同等の責任を負うと決定する判決を下した。連邦規則集14巻91.113 (b) は全航空機のパイロットに、飛行経路上で衝突する可能性がある他機を「目視し回避する」ために警戒を維持するよう義務付けている。衝突時の相対位置はどちらの航空機もあらゆる回避操作を取った形跡がないことを示していた。
この便名は最近再び使用されるようになった。

## 映像化
- メーデー!:航空機事故の真実と真相 第4シーズン第7話「Out of sight」 - 番組冒頭に過激な表現（怪我人・遺体の映像など）を含むアナウンスがある。

## 祈念碑

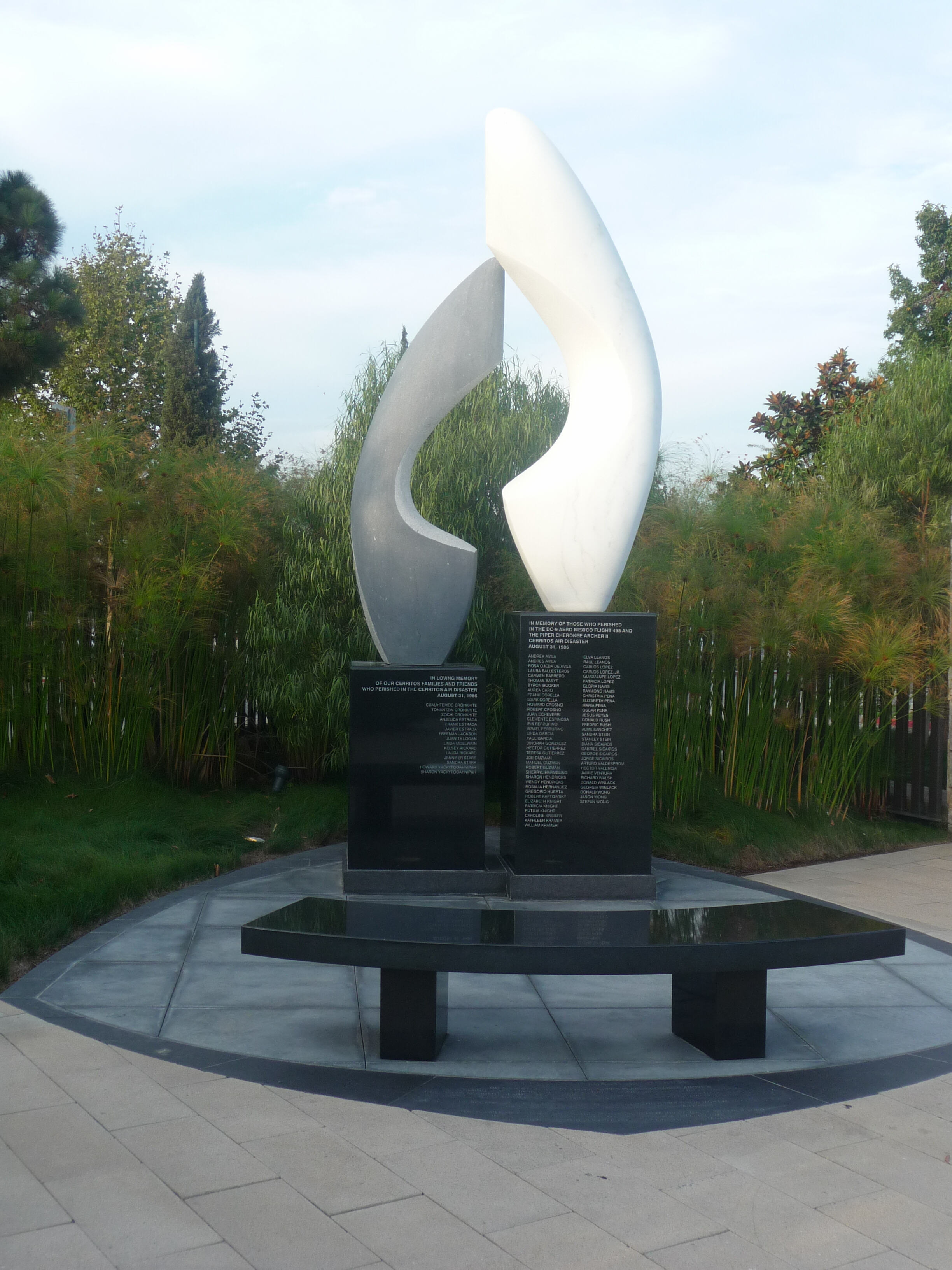
セリトス彫刻庭園にある事故の祈念碑

2006年3月11日、セリトス市は事故の犠牲者への祈念碑を特徴とする新しい彫刻庭園を一般向けに開園した。Kathleen Caricofが設計した彫刻は3つで構成されている。うち1つの大きな翼に似ている作品は、アエロメヒコ航空のジェット機に搭乗していた犠牲者を追悼している。これに類似しているが、小さいほうの作品（小さいほうの台座の上にある）はパイパー機に搭乗していた犠牲者を追悼している。3つ目の作品であるベンチは、地上の犠牲者を追悼している。ベンチでは訪問者が座ることや事故を振り返ることもできる。
犠牲者の氏名は2つの翼のような作品が置かれた台座に記載されている。小さいほうの台座には "in loving memory" と記され地上の犠牲者にささげられており、大きいほうの台座には "in memory" と記され両機に搭乗していた犠牲者にささげられている。両方の台座に記された名前はアルファベット順に記されている。

## ギャラリー

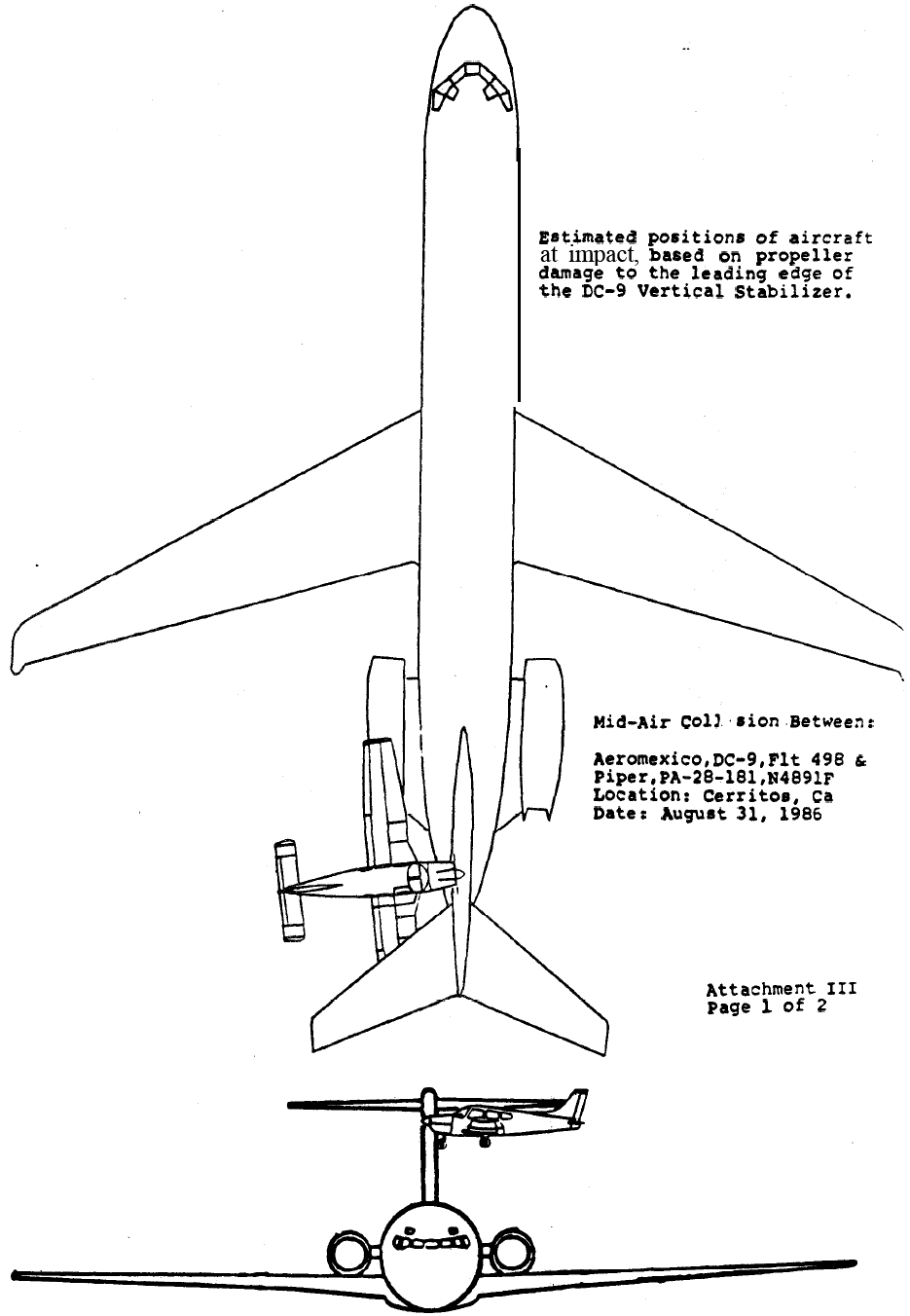
おおよその衝突箇所が描かれたNTSBの図
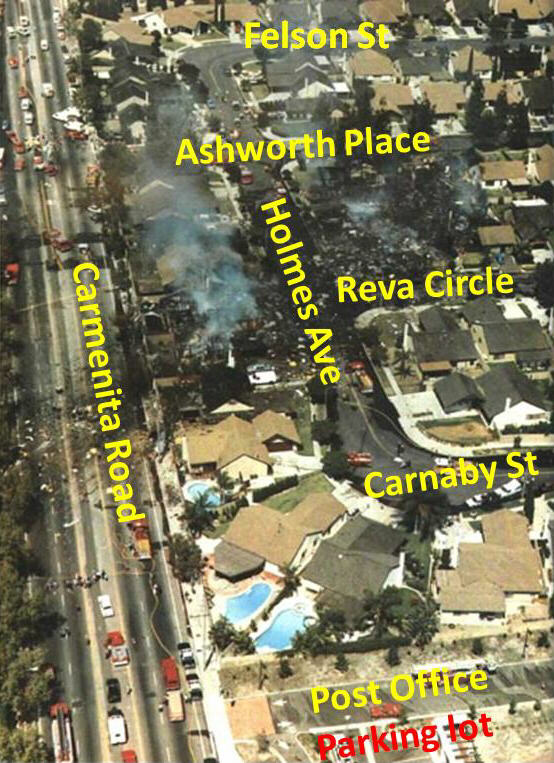
墜落現場の航空写真。
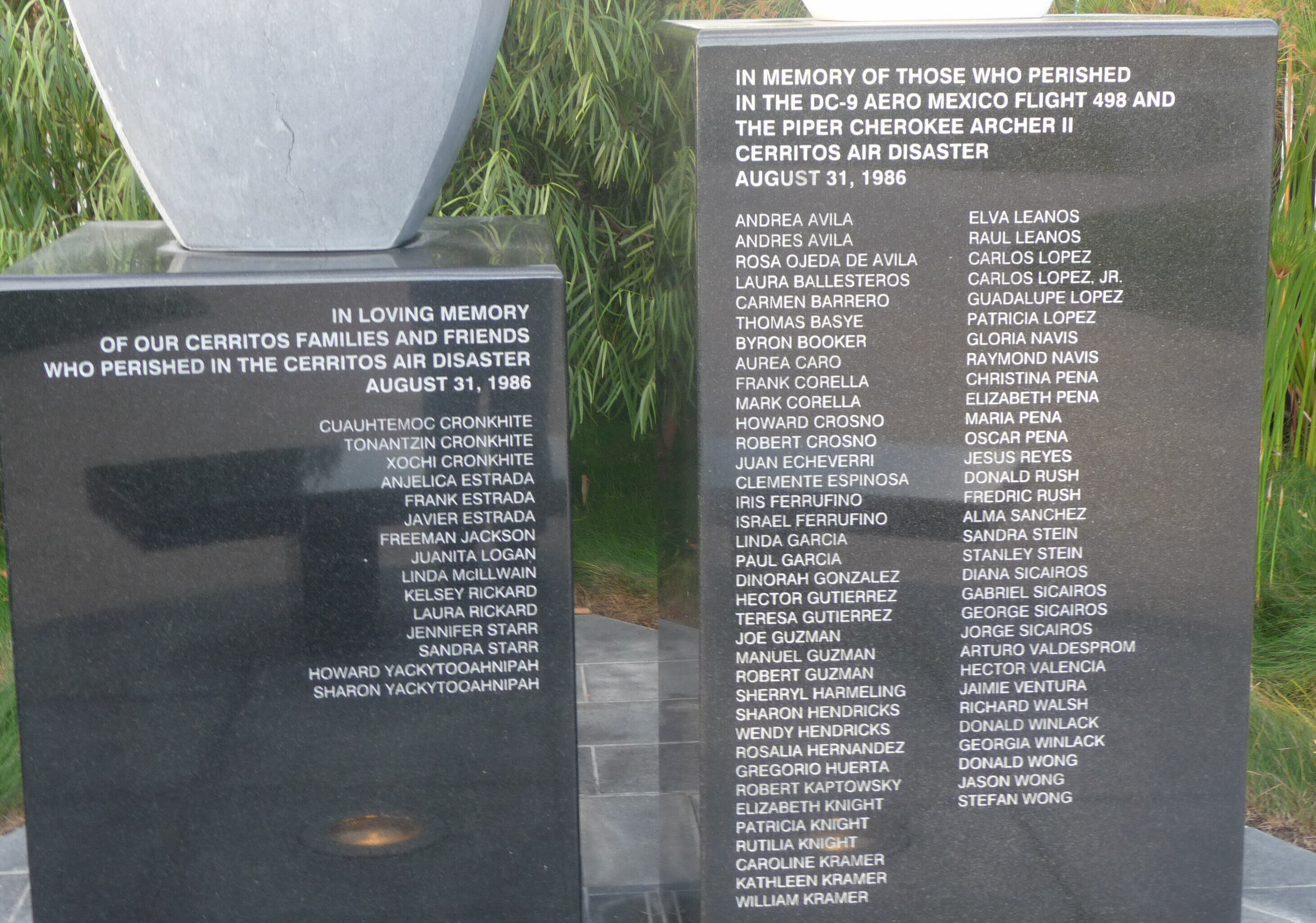
犠牲者の氏名のクローズアップ
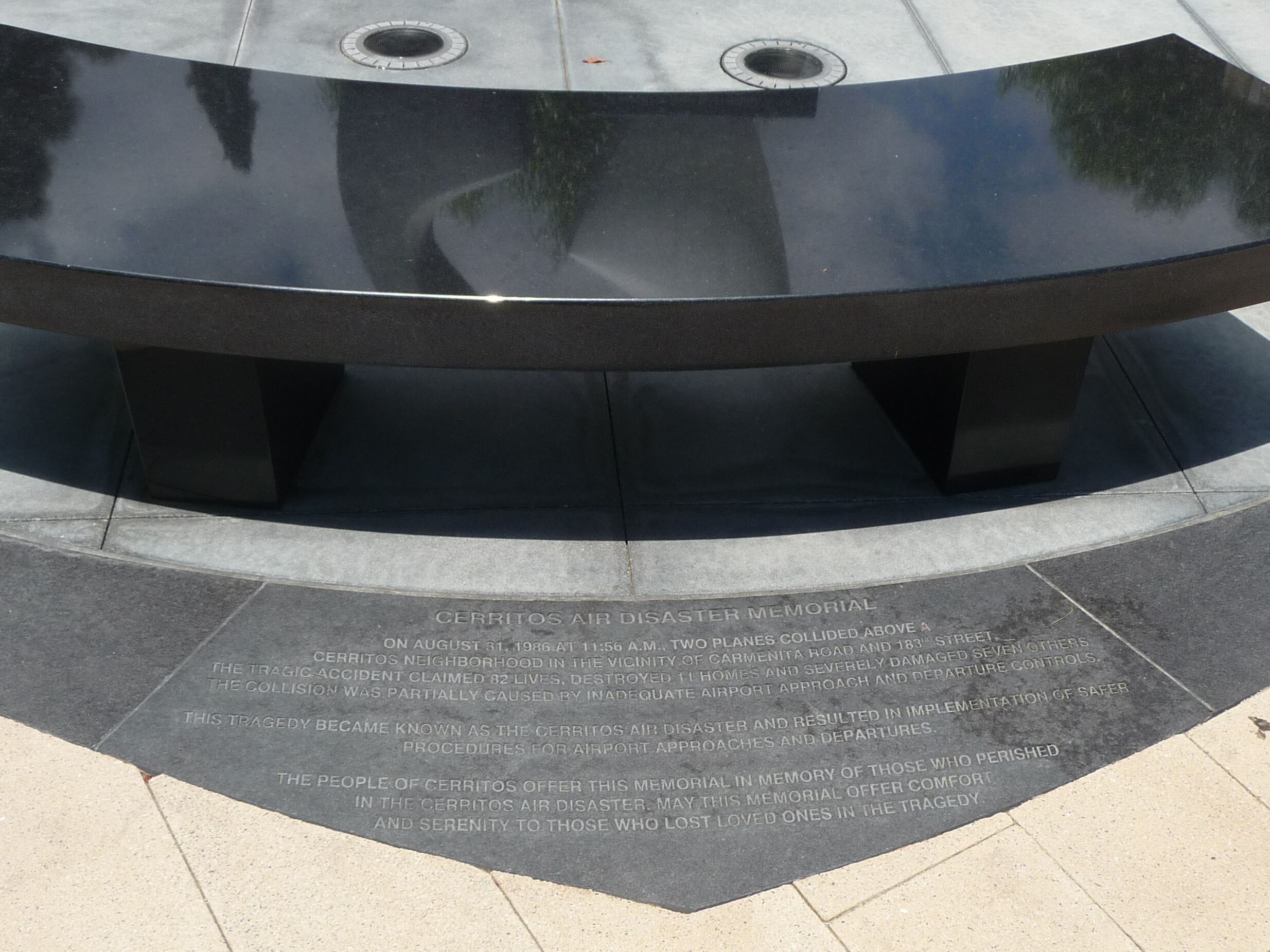
Air Disaster Memorialのベンチ基部にある慰霊のためのプラーク（地上の犠牲者を象徴している）